# Wheaton (metropolitana di Washington)
Wheaton è una stazione della metropolitana di Washington, situata sulla linea rossa. Si trova a Wheaton, in Maryland, sulla Maryland Route 97.
È stata inaugurata il 22 settembre 1990, contestualmente all'apertura del tratto alla stazione di Forest Glen. Fino all'inaugurazione della stazione di Glenmont, avvenuta nel 1998, Forest Glen è stata il capolinea della linea rossa.
La stazione è costruita molto in profondità, e ha una scala mobile lunga oltre 70 m.
La stazione ha un parcheggio da 977 posti ed è servita da autobus dei sistemi Metrobus (anch'esso gestito dalla WMATA) e Ride On.